# Lac de Jougne
Le lac de Jougne est un lac de l'île principale des îles Kerguelen, dans les Terres australes et antarctiques françaises (TAAF). Il est situé sur la péninsule Gallieni à 74 mètres d'altitude.